# Feldschlacht
Feldschlacht englisch Pitched battle französisch bataille rangée bezeichnet Kampfhandlungen bei einem militärischen Einsatz auf offenem Feld.
Die Bezeichnung Feldschlacht wird oft mit früheren kriegerischen Konflikten wie mit der Tollenseschlacht (1250 v. Chr.) oder der Schlacht auf dem Lechfeld in Verbindung gebracht und in der Literatur genutzt. Die als Feldschlachtordnung bekannte Aufstellung von Truppen ist aus dem Lemma abgeleitet.